# Huaidian
Huaidian är en ort i Kina. Den ligger i provinsen Henan, i den centrala delen av landet, omkring 200 kilometer sydost om provinshuvudstaden Zhengzhou. Antalet invånare är 89 978.
Runt Huaidian är det mycket tätbefolkat, med 1 018 invånare per kvadratkilometer. Det finns inga andra samhällen i närheten. Trakten runt Huaidian består till största delen av jordbruksmark.
Genomsnittlig årsnederbörd är 1 047 millimeter. Den regnigaste månaden är augusti, med i genomsnitt 224 mm nederbörd, och den torraste är januari, med 13 mm nederbörd.